# Cantó d'Amor
El cantó d'Amor és un cantó francès del departament de les Landes, situat al districte de Dacs. Té 16 municipis i el cap és Amor.

## Municipis
- Amor
- Argelòs
- Arsague
- Basserclas
- Bastenas
- Veirias
- Bona Guarda
- Brassempoi
- Castanhós de Solens
- Castèlnau de Shalòssa
- Sarrasins
- Donzac
- Gaujac
- Marpaps
- Nassiet
- Pomarés

## Història
| Data d'elecció                           | Identitat                | Partit      | Qualitat |
| ---------------------------------------- | ------------------------ | ----------- | -------- |
| 1979-1982                                | M. Coudanne              | UDF-radical |          |
| 1985-2004                                | Jean-Jacques Darmaillacq | UDF- UMP    |          |
| 2004-                                    | Odile Lafitte            | PS          |          |
| les dades anteriors no són pas conegudes |                          |             |          |
|                                          |                          |             |          |

## Demografia
| 1962  | 1968  | 1975  | 1982  | 1990  | 1999  | 2006  |
| ----- | ----- | ----- | ----- | ----- | ----- | ----- |
| 6.836 | 7.283 | 6.912 | 6.668 | 6.752 | 6.688 | 7.099 |